# Diopsiulus recendens
Diopsiulus recendens är en mångfotingart som beskrevs av Filippo Silvestri 1916. Diopsiulus recendens ingår i släktet Diopsiulus och familjen Stemmiulidae. Inga underarter finns listade i Catalogue of Life.